# Kalinjar-Fort

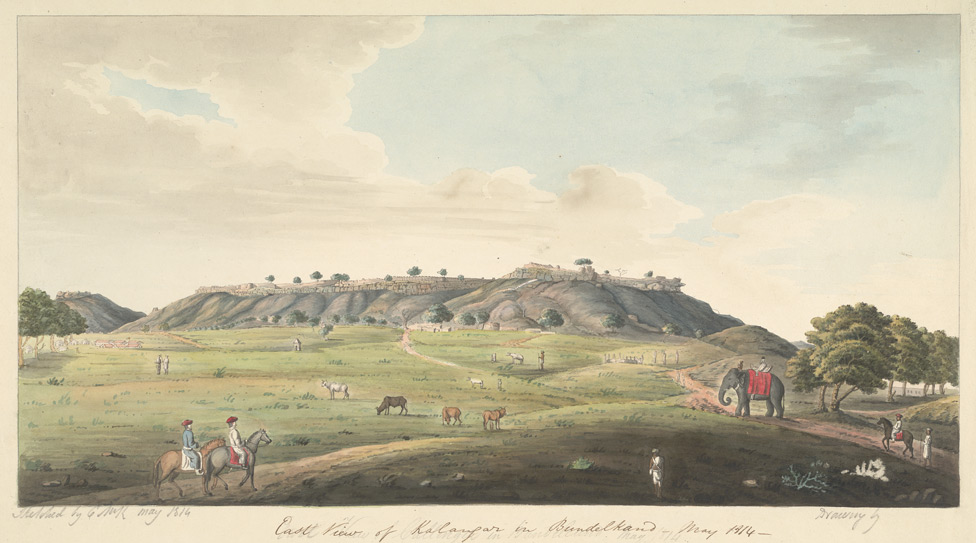
Kalinjar-Fort (1814)

Das Kalinjar-Fort (Hindi: कालिंजर) ist eine Bergfestung im Grenzgebiet der indischen Bundesstaaten Uttar Pradesh und Madhya Pradesh. Sie gehörte zur ehemals bedeutsamen Region Bundelkhand und war neben Kanauj über lange Zeit das militärische und politische Machtzentrum des Chandella-Reichs.

## Lage

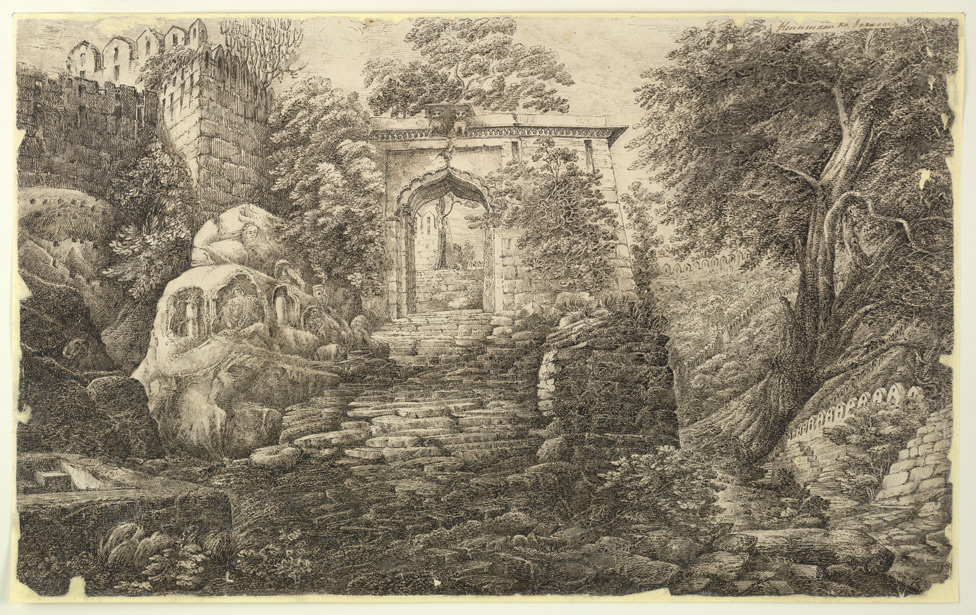
Hanuman-Darwaza (um 1840)

Das Kalinjar-Fort liegt in einer Höhe von ca. 415 m auf einem Felsplateau der nordöstlichen Ausläufer des Vindhyagebirges etwa in halber Distanz (jeweils etwa 50 km Fahrtstrecke) zwischen Banda in Uttar Pradesh und Panna bzw. Nagod in Madhya Pradesh.

## Etymologie
Kalinjar ist aus den Sanskrit-Wörtern kal („Zeit“) und jar („zerstören“) zusammengesetzt und bedeutet so viel wie „Zerstörer der Zeit“, was sich eindeutig auf den hier bereits seit langem verehrten Hindu-Gott Shiva bezieht.

## Geschichte

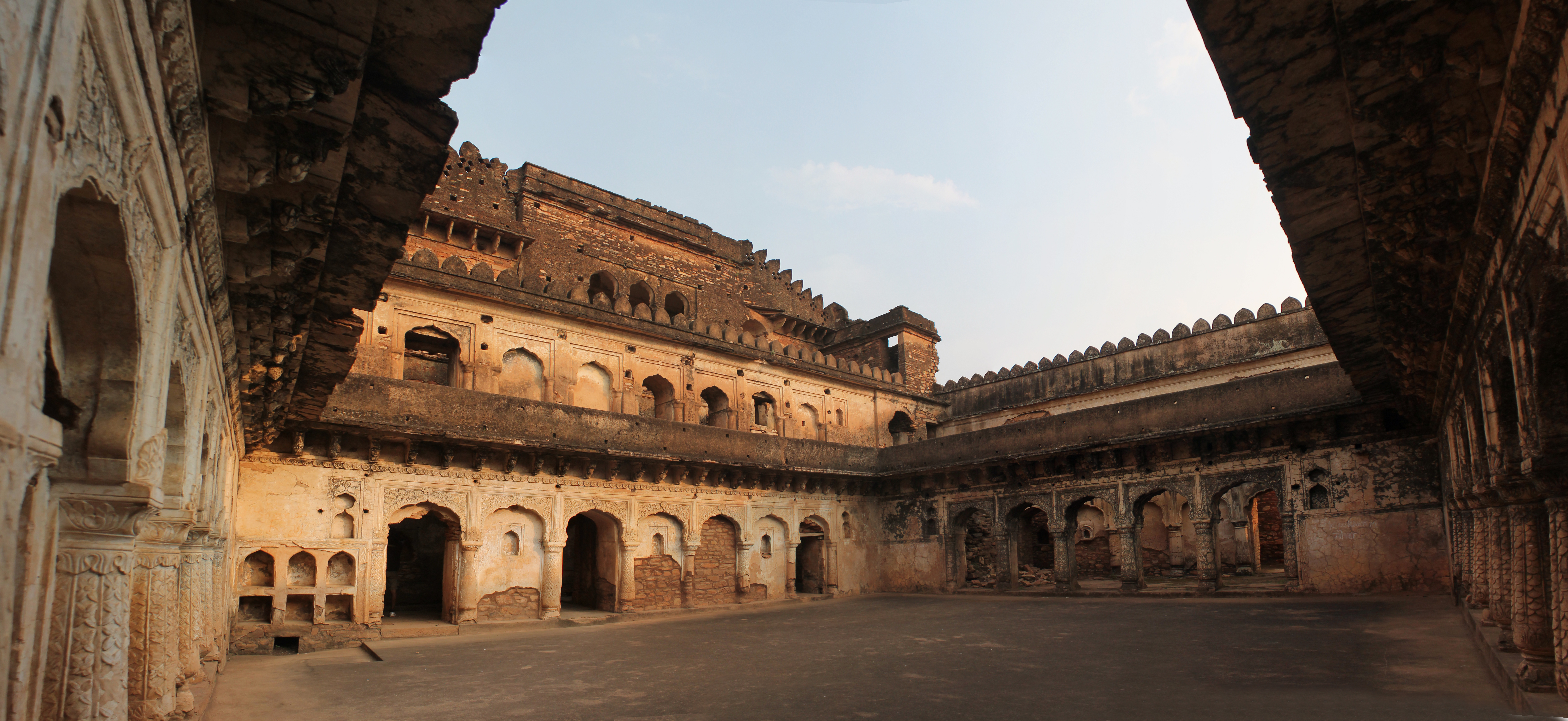
Rani Mahal

Paläste auf dem Bergplateau

Eine Festung mit Namen Kalinjar wird bereits im Mahabharata erwähnt, doch reichen die archäologischen Spuren nur bis ins 2./3. Jahrhundert zurück, wohingegen einige figürliche Felsreliefs und die Ruinen mehrerer kleinerer Tempel in die Gupta-Zeit (4.–6. Jahrhundert) oder später datiert werden müssen. Den Guptas folgten die Gurjara-Pratiharas und denen wiederum die in Kanauj residierenden Chandellas, die in Khajuraho ihr religiös-kulturelles Zentrum hatten; sie erneuerten die Festungsmauern und erweiterten die gesamte Fortanlage. Bereits im Jahr 1023 wurde Kalinjar von Mahmud von Ghazni belagert, konnte aber nicht eingenommen werden. Im Jahr 1526 wurde es von Babur, dem ersten Mogulherrscher Indiens, erobert; es konnte jedoch nicht lange gehalten werden. Ca. zwanzig Jahre später (1545) wurde es von Sher Khan Suri erneut erfolglos belagert. Unter dem Großmogul Akbar I. (reg. 1556–1605) kam es jedoch zum Mogulreich. Im Jahr 1812 marschierten die Briten in Bundelkhand ein; im Fort war lange Zeit eine britische Garnison stationiert.

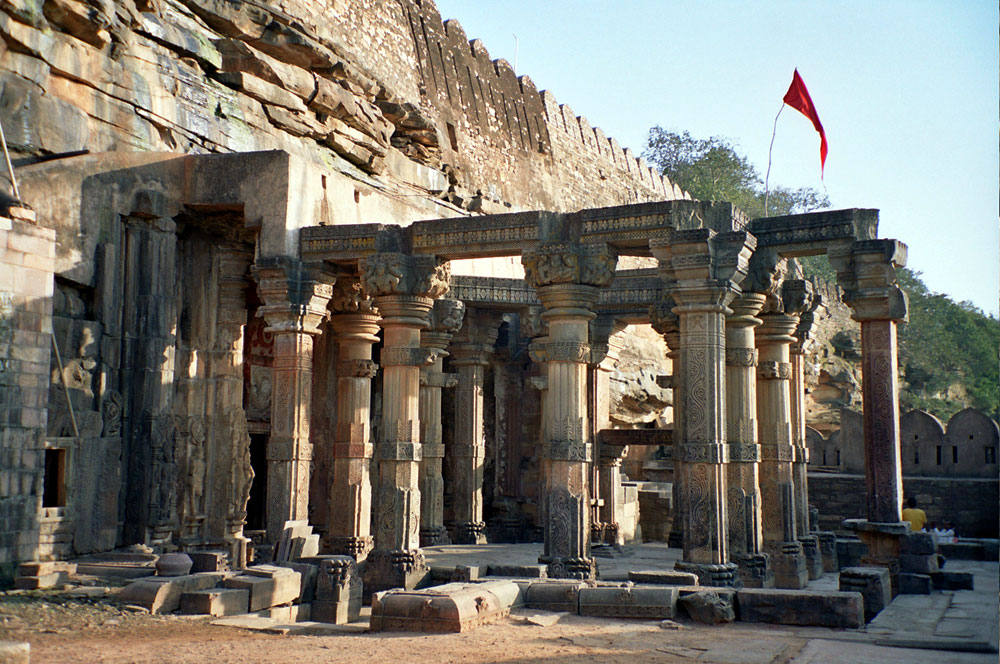
Nilkantha-Tempel

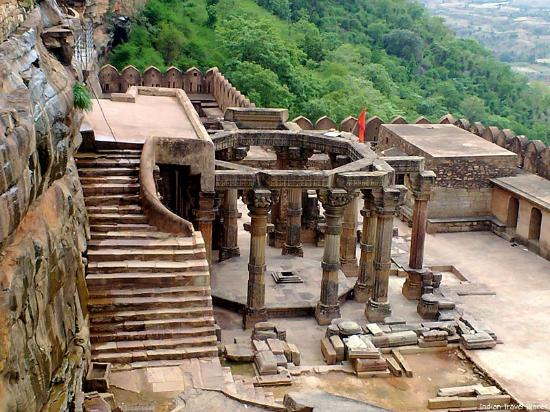
Nilkantha-Tempel von oben

## Sehenswürdigkeiten
- Die 7,5 km langen und stellenweise 30–35 m hoch aufragenden Festungsmauern des insgesamt etwa 1600 m langen und 800 m breiten Forts stammen zum Teil noch aus dem 14.–16. Jahrhundert, wurden aber von den Briten im 19. Jahrhundert ausgebessert. Einst existierten sieben Tore (darwazas), von denen noch zwei in halbwegs gutem Zustand erhalten sind.
- Größtes Bauwerk auf dem Festungshügel ist der sog. Rani Mahal („Palast der Königin“) mit einem vierseitig von Gebäuden umschlossenen Hofbereich. Der zweieinhalb-geschossig aufragende Hauptbau wurde aus Bruchsteinen gemauert, anschließend verputzt und in Teilen wohl auch farbig bemalt. Teile des Palastkomplexes zeigen sogar Chhatri-Aufbauten im Stil der Mogul-Architektur.
- Die Cella (garbhagriha) des dem Hindu-Gott Shiva geweihten Nilkantha-Tempels steht mit ihrer Rückseite unterhalb einer Felswand, in der ein kleines, aber nie versiegendes Rinnsal entspringt. In ihr befindet sich ein Gesichts-Lingam (ekamukhalinga), der ungewöhnlicherweise nicht frei im Raum steht, sondern als tiefes Wandrelief gearbeitet ist. Eine pfeilergestützte, im Innern oktogonale Vorhalle (mandapa) schließt sich an. Oberhalb der scheibenförmigen Kapitelle finden sich atlantengeschmückte Kämpferplatten, die die horizontalen Architrave tragen. Trotz des Fehlens eines Turmaufbaus (shikhara) ist der Bau aufgrund seiner vergleichsweise hohen und dekorativ gestalteten Pfeiler eher dem 7./8. Jahrhundert, also der späten Pratihara-Zeit, zuzurechnen.
- Aus der Felswand sind mehrere figürliche Reliefs (Parvati, Narayana, Bhairava, Kali u. a.) herausgehauen worden, die teilweise noch in die Gupta-Zeit gehören könnten; andere sind mit Sicherheit den Chandellas zuzuschreiben.
- Andere vollplastische Figuren (Varaha u. a.) befinden sich im ehemaligen Palast des Chandella-Fürsten Aman Singh.
- Mehrere Teiche, Zisternen und Becken stellten die Wasserversorgung außerhalb der Monsunzeit und im Belagerungsfall sicher.